# فیلیپان لروآ-بولیو

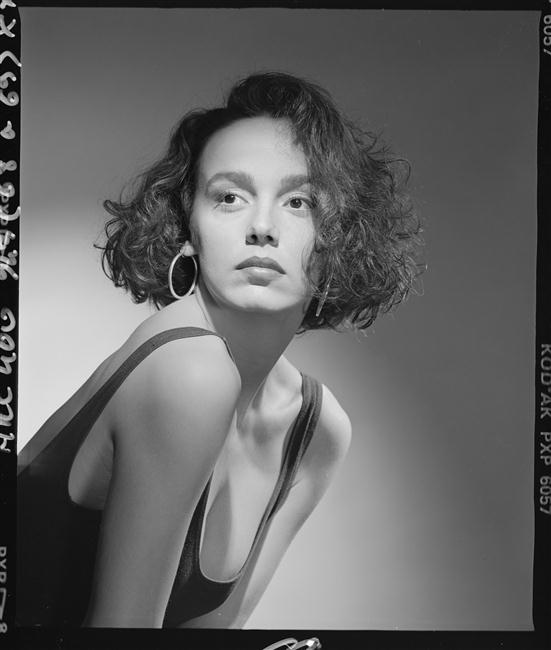
فیلیپان لروآ-بولیو در سال ۱۹۸۸

فیلیپان لروآ-بولیو (فرانسوی: Philippine Leroy-Beaulieu‎؛ زادهٔ ۲۵ آوریل ۱۹۶۳) بازیگر اهل فرانسه است.
از فیلم‌ها یا برنامه‌های تلویزیونی که وی در آن نقش داشته‌است، می‌توان به آریا، جن‌زدگان، ابدیت، وتل، کارگزار مرا خبر کنید! و جشن غیرمنتظره اشاره کرد.